# آب‌انبار فامیلی
آب‌انبار فامیلی مربوط به دوره قاجار است و در سمنان، محله زاوقان محلات، چهل دستگاه واقع شده و این اثر در تاریخ ۲۵ اسفند ۱۳۸۰ با شمارهٔ ثبت ۵۶۲۹ به‌عنوان یکی از آثار ملی ایران به ثبت رسیده است.